# Lomaspilis staphyleata
Lomaspilis staphyleata är en fjärilsart som beskrevs av Friedrich von Huene 1901. Lomaspilis staphyleata ingår i släktet Lomaspilis och familjen mätare. Inga underarter finns listade i Catalogue of Life.